# Spanningsval
De spanningsval, ook wel spanningsverlies, is een verlies van spanning dat ontstaat door de weerstand van een elektrische geleider. Voor het berekenen van de spanningsval wordt de wet van Ohm (U = I x R) toegepast. 
Bij normaal bedrijf mag het spanningsverlies volgens de in Nederland en België geldende normen niet meer zijn dan 5% van de nominale spanning. Bij verlichtingsinstallaties wordt aanbevolen het verlies tot 3% te beperken. Omdat het spanningsverlies in kabels wordt omgezet in warmte, is het bijvoorbeeld voor brandveiligheid belangrijk dat deze zijn afgestemd op de te verwachten stroomsterkte. 
De spanningsval is onafhankelijk van de ingangsspanning maar hangt af van de weerstand van de geleider. Daarom is de spanningsval verhoudingsgewijs groter bij lage spanningen. Het verlies aan vermogen (P) is dus kleiner bij een hogere spanning. Om de spanningsval als gevolg van bekabeling te beïnvloeden kan worden gevarieerd met de lengte van de kabel, de dikte van de kabel en de spanning. Om stroom over grote afstanden (lange kabels) te vervoeren zien we daarom hoge spanningen: Het hoogspanningsnet. 

## Voorbeeld
Een kopergeleider met een lengte van 200 meter waar een stroom door vloeit van 10 ampère en een bronspanning van 250 V. De weerstand van de draad bedraagt 2,33 Ω.
- 2,33 Ω x 10 A = 23,3 V
- 250 V - 23,3 V = 226,7 V

De spanningsval is in dit voorbeeld dus 23,3 V.